# Stangentusche

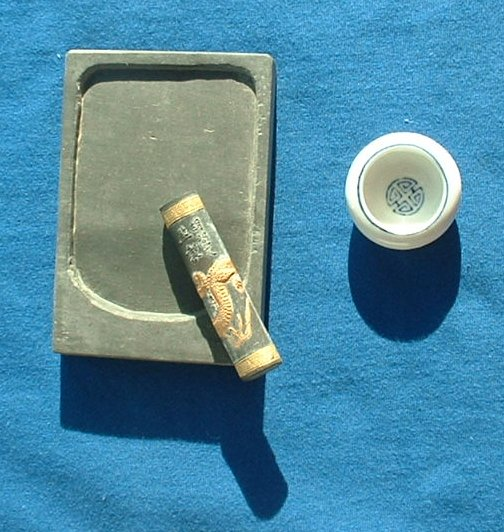
Reibstein mit Stangentusche

Die Stangentusche (chinesisch 墨條 / 墨条, Pinyin mòtiáo), auch Blocktusche (墨錠 / 墨锭,  mòdìng) genannt, dient als feste Form zur Aufbewahrung und Transport von Tusche (chinesisch 墨, Pinyin mò, jap. 墨, sumi, kor. 먹, meok). Sie ist eines der wichtigsten Materialien der fernöstlichen Kalligrafie und Malerei.
Sie gehört mit dem Papier, dem Schreibpinsel und dem Reibstein zu den Vier Schätzen des Gelehrtenzimmers.
Stangentusche wird aus Lampenruß und Bindemittel hergestellt und zu Tuschestäbchen verarbeitet, die mit Wasser auf einem Reibstein angerieben werden müssen, bis die gewünschte Konsistenz der Tusche erreicht ist.
Es gibt auch günstigere, in Flaschen abgefüllte chemische Fertigtuschen. Aber diese neigen eher zum Ausbleichen, weshalb sie für Rollbilder weniger geeignet sind und vorwiegend zu Übungszwecken eingesetzt werden. 

## Verwendung in der japanischen Kalligrafie
Das richtige Anreiben der Tusche zu lernen ist ein wichtiger Teil des Studiums der japanischen Kalligraphie. Traditionell wird nur schwarze Tusche verwendet, moderne Künstler setzen aber manchmal auch Farbe ein. Kalligrafielehrer benutzen außerdem hellorange Tinte, mit der sie Übungszeichen für die Schüler schreiben und ihre Arbeiten korrigieren.